# Благовещенское (Курганская область)
Благове́щенское — село, административный центр Благовещенского сельсовета в Шумихинском районе Курганской области.

## География
Расположено у реки Миасс.

## История
До 1917 года входило в состав Карачельской волости Челябинского уезда Оренбургской губернии. По данным на 1926 год состояло из 240 хозяйств. В административном отношении являлось центром Благовещенского сельсовета Шумихинского района Челябинского округа Уральской области.

## Население
| 1989 | 2002 | 2010 |
| ---- | ---- | ---- |
| 623  | ↘488 | ↘382 |

По данным переписи 1926 года в селе проживало 1175 человек (533 мужчины и 642 женщины), в том числе: русские составляли 100 % населения.

## Русская православная церковь
На территории села существовал храм Благовещения Пресвятой Богородицы. 